# Хосе Мухика
Хосѐ Албѐрто Мухѝка Корда̀но (на испански: José Alberto Mujica Cordano), накратко Хосе Мухика, е уругвайски политик и президент на южноамерианската държава от 2010 до 2015 г.

## Биография
Хосе Мухика е роден на 20 май 1935 г. в уругвайската столица Монтевидео. През 1970 г. се присъединява към партизанското движение Тупамарос и след военния преврат през 1973 г. е арестуван. След 1985 г., когато демокрацията се възстановява, Мухика е освободен заедно с други тупамароси и създава партията „Движение за участие на народа“ (на испански: Movimiento de Participación Popular, накратко МПП).
Между 1995 и 1999 г. Мухика е депутат от МПП в долната камара на уругвайския парламент, а от 2004 до 2004 г. – сенатор в горната камара. Между 2005 и 2008 г. е министър на селското стопанство.
През 1997 г. участва в документалния филм Tupamaros на Райнер Хофман и Хайди Спекона, в който Мухика заедно с другисвои другари разказва историята на партизанското движение.
През 2009 г. Мухика, когото бразилският президент Лула да Силва определя като един от своите примери, е избран от лявата коалиция „Френте Амплио“ (исп. Frente Amplio, на бълг. Широк фронт) за кандидат за предстоящите президентски избори. Изборите са проведени на 25 октомври същата година и Мухика успява да спечели 48%. На последвалия балотаж на 29 ноември 2009 г. той успява да убеди 53% от гласоподавателите и спечелва изборите срещу консервативния кандидат Алберто Лакале. През март 2010 г. встъпва в длъжност като президент на Уругвай.
От 2005 г. Мухика е женен за сенаторката и негова съпартийка Лучиа Тополански.

## Любопитна информация
Той живее в обикновена ферма и дарява по-голямата част от заплатата си. Водата идва от собствен кладенец в двора. Само двама полицаи го охраняват, както и Мануела – любимото им куче. Това е уникалната „резиденция“, която си е избрал.
Мухика се отказва от луксозната къща, която уругвайската държава предоставя на лидерите си, и заживява във фермата със съпругата си. До нея се стига по черен път. „Може да ви изглеждам като ексцентричен възрастен човек, но това е свободен избор“, коментира той.
В свободното си време президентът и жена му работят във фермата си – отглеждат цветя. Той води този суров начин на живот, като същевременно дарява 90% от месечната си заплата на стойност около 12 хил. долара на благотворително дружество. Това всъщност го прави най-бедният президент в света. „Живял съм по този начин през по-голямата част от живота си“, казва той. „Мога да живея само с това, което имам.“
Благотворителната му помощ подпомага бедни хора и предприемачи, които желаят да стартират малък бизнес. След като дарява парите, той получава грубо около средната работна заплата в Уругвай – 775 долара месечно. През 2010 г. посочва в годишната си данъчна декларация, че богатството му възлиза на 1800 долара – толкова струва неговият Volkswagen Beetle модел 1987 г. Същата година той дарява половината от собствеността си – земя, трактори и една къща. Те струват общо около 215 хил. долара.
Мухика е избран за държавен глава на Уругвай през 2009 г. Той прекарва 60-те и 70-те години като активен борец в редиците на уругвайските партизани по това време – група, която вдъхновява кубинската революция. Прострелван е 6 пъти. Прекарва 14 години в затвора. Повечето от тях изживява в много сурови условия за живот и в изолация, докато е освободен през 1985 г., когато Уругвай се връща към демокрацията. По думите му повечето от световните лидери страдат от „сляпата идея-фикс да постигнат растеж и потребление, сякаш противното би означавало края на света“.